# Besenyszög, Jász-Nagykun-Szolnok
Besenyszög  este un sat în districtul Szolnok, județul Jász-Nagykun-Szolnok, Ungaria, având o populație de 3.439 de locuitori (2011). 

## Demografie
Componența etnică a satului Besenyszög
     Maghiari (98,11%)
     Necunoscut (0,51%)
     Alții (1,38%)
Componența confesională a satului Besenyszög
     Romano-catolici (55,13%)
     Fără religie (14,19%)
     Reformați (2,06%)
     Necunoscută (27,89%)
     Alte religii (1,69%)
Conform recensământului din 2011, satul Besenyszög avea 3.439 de locuitori. Din punct de vedere etnic, majoritatea locuitorilor (98,11%) erau maghiari. Apartenența etnică nu este cunoscută în cazul a 0,51% din locuitori.  Din punct de vedere confesional, majoritatea locuitorilor (55,13%) erau romano-catolici, existând și minorități de persoane fără religie (14,19%) și reformați (2,06%). Pentru 27,89% din locuitori nu este cunoscută apartenența confesională.